# 500 miles d'Indianapolis 1978

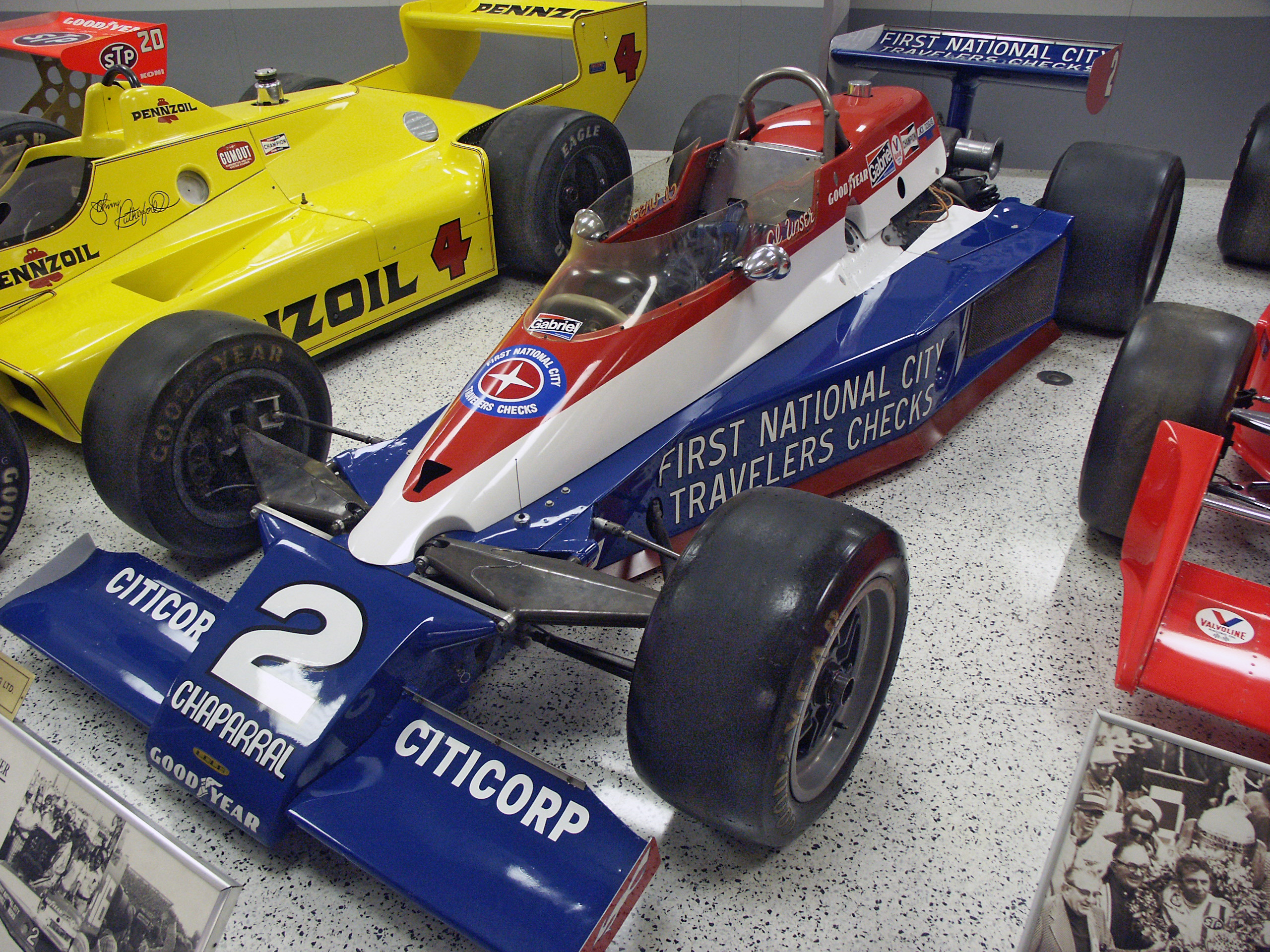
La Lola-Cosworth d'Al Unser, victorieuse de l'édition 1978 des 500 miles d'Indianapolis.

Les 500 miles d'Indianapolis 1978, organisés le dimanche 28 mai 1978 sur l'Indianapolis Motor Speedway, ont été remportés par le pilote américain Al Unser sur une Lola-Cosworth.

## Grille de départ
| Ligne | Intérieur         | Milieu          | Extérieur       |
| 1     | Tom Sneva         | Danny Ongais    | Rick Mears      |
| 2     | Johnny Rutherford | Al Unser        | Gordon Johncock |
| 3     | Wally Dallenbach  | Johnny Parsons  | Larry Dickson   |
| 4     | Dick Simon        | Roger McCluskey | Sheldon Kinser  |
| 5     | Steve Krisiloff   | Tom Bagley      | Janet Guthrie   |
| 6     | Spike Gelhausen   | John Malher     | Tom Bigelow     |
| 7     | Bobby Unser       | A. J. Foyt      | Pancho Carter   |
| 8     | Salt Walther      | George Snider   | Joe Saldana     |
| 9     | Mike Mosley       | Jim McElreath   | Cliff Hucul     |
| 10    | Jerry Karl        | Phil Treshie    | Larry Rice      |
| 11    | Gary Bettenhausen | Jerry Sneva     | Mario Andretti  |

La pole a été réalisée par Tom Sneva à la moyenne de 325,339 km/h. Il s'agit également du meilleur temps des qualifications.

## Classement final
| no | Pilote            | Voiture               | Tours | Temps/Abandon     |
| 1  | Al Unser          | Lola-Cosworth         | 200   |                   |
| 2  | Tom Sneva         | Penske-Cosworth       | 200   |                   |
| 3  | Gordon Johncock   | Wildcat-DGS           | 199   |                   |
| 4  | Steve Krisiloff   | Wildcat-DGS           | 198   |                   |
| 5  | Wally Dallenbach  | McLaren-Cosworth      | 195   |                   |
| 6  | Bobby Unser       | Eagle-Cosworth        | 195   |                   |
| 7  | A. J. Foyt        | Coyote-Foyt           | 191   |                   |
| 8  | George Snider     | Coyote-Foyt           | 191   |                   |
| 9  | Janet Guthrie     | Wildcat-DGS           | 190   |                   |
| 10 | Johnny Parsons    | Lightning-Offenhauser | 186   |                   |
| 11 | Larry Rice (R)    | Lightning-Offenhauser | 186   | moteur            |
| 12 | Mario Andretti    | Penske-Cosworth       | 185   |                   |
| 13 | Johnny Rutherford | McLaren-Cosworth      | 180   |                   |
| 14 | Jerry Karl        | McLaren-Offenhauser   | 176   |                   |
| 15 | Joe Saldana (R)   | Eagle-Offenhauser     | 173   |                   |
| 16 | Gary Bettenhausen | Kingfish-Offenhauser  | 147   | moteur            |
| 17 | Mike Mosley       | Lightning-Offenhauser | 146   | turbo             |
| 18 | Danny Ongais      | Parnelli-Cosworth     | 145   | moteur            |
| 19 | Dick Simon        | Lightning-Offenhauser | 138   | roulement de roue |
| 20 | Jim McElreath     | Vollstedt-Offenhauser | 132   | moteur            |
| 21 | Tom Bigelow       | Wildcat-DGS           | 107   | mécanique         |
| 22 | Larry Dickson     | Penske-Cosworth       | 104   | pression d'huile  |
| 23 | Rick Mears (R)    | Penske-Cosworth       | 103   | moteur            |
| 24 | Pancho Carter     | Lightning-Cosworth    | 92    | mécanique         |
| 25 | Roger McCluskey   | Eagle-AMC             | 82    | embrayage         |
| 26 | John Malher       | Eagle-Offenhauser     | 58    | mécanique         |
| 27 | Tom Bagley (R)    | Watson-Offenhauser    | 25    | fuite d'huile     |
| 28 | Salt Walther      | McLaren-Cosworth      | 24    | embrayage         |
| 29 | Spike Gelhausen   | Eagle-Offenhauser     | 23    | accident          |
| 30 | Phil Threshie (R) | Lightning-Offenhauser | 22    | pression d'huile  |
| 31 | Jerry Sneva       | McLaren-Offenhauser   | 18    | transmission      |
| 32 | Sheldon Kinser    | Watson-Offenhauser    | 15    | pression d'huile  |
| 33 | Cliff Hucul       | McLaren-Offenhauser   | 4     | fuite d'huile     |

Un (R) indique que le pilote était éligible au trophée du "Rookie of the Year" (meilleur débutant de l'année), attribué à Rick Mears et Larry Rice.

## Sources
- (en) Résultats complets sur le site officiel de l'Indy 500